# Васил Златарски
Васил Николов Златарски е български историк-медиевист, археолог и епиграф, останал като едно от най-големите имена на българската медиевистика със своята тритомна „История на българската държава през средните векове“.

## Биография
Роден е в Търново през 1866 година като най-малък от четиримата синове на Никола Златарски (1823 – 1875). Братята му са видни строители на следосвобожденска България – Александър Златарски е сред основателите на Сметната палата, проф. Георги Златарски е основоположник на геоложката наука в страната, а Стефан Златарски е офицер.
Завършва класическа гимназия (1887) и история в Санктпетербургския императорски университет през 1891 г. Специализира в Берлин през 1893 – 1895 г. От 1 октомври 1895 г. е гимназиален учител в София и чете лекции във Висшето училище (днес Софийския университет). От 1897 до смъртта си преподава българска история в Софийския университет: редовен доцент (1897 – 1904), извънреден професор (1904 – 1906), редовен професор (1906 – 1935). През 1913 – 1914 и 1924 – 1925 е ректор на Университета. Преподавал е и в Свободния университет за политически и стопански науки в София (днес УНСС), където чете лекции по политическа и социална история на България и Балканския полустров. За студентите в този университет пише едноименния труд, отпечатан през 1921 г.
От 1900 Златарски е действителен член на Българското книжовно дружество (от 1911 преименувано на Българска академия на науките), секретар (1900 – 1921) и председател (1921 – 1926) на неговия Историко-филологически клон. От 1921 до смъртта си е заместник-председател на БАН. Член-кореспондент на Руската академия на науките в Санкт Петербург от 1911, дописен член на Чешката академия на науките в Прага (1925) и на Югославската (Южнославянската) академия в Загреб (1929). Почетен доктор на Харковския университет. Председател е на Българското историческо дружество 1911 – 1935 г. и член на други български и чужди общества.
Златарски е първият преподавател по история в Софийския университет, който се занимава със систематична научна дейност (Марин Дринов никога не преподава в родна България, а колегите на Златарски четат общи курсове лекции въз основа на вторична литература). Златарски е формиран като учен от научните си ръководители в Санкт Петербург Владимир Ламански (славянска филология) и В. Г. Василевски (византийска история). На много ранен етап си поставя задачата да изгради цялостен подробен преглед на българската политическа история през Средновековието. Поради тази причина той никога не публикува отделна монография, а подчинява огромната си изследователска работа на многотомната, останала недовършена, „История на българската държава през средните векове“. В хода на работата си публикува критични издания на няколко църковно-славянски текста и участва в теренни археологически проучвания в Плиска, Велики Преслав, Червен и другаде, резултат на което са и няколко обнародвани средновековни надписи. Приносът му към световната наука се състои в детайлния и критичен анализ на публикувани гръцки и латински извори, много от тях използвани преди него от Константин Иречек или Дринов. След него темите, свързани с политическата и културната история на средновековна България, се превръщат във важен дял от историята на византийската цивилизация.
Златарски търпеливо изгражда лични контакти с византолози и медиевисти от цяла Европа. Макар и тежко болен, през февруари 1934 г. той става председател на Организационния комитет на Четвъртия международен конгрес по византийски изследвания – най-значимият научен форум в областта на историческите науки, проведен в България през последното столетие (София, 9 – 15 септември 1934).

## Памет
На Васил Златарски са кръстени две средни училища в София: Частна езикова гимназия „Проф. д-р Васил Златарски“, на бул. „Св. Климент Охридски“ 49, и 138 средно училище „Проф. Васил Златарски“, на ул. „Алфред Нобел“ 3, както и улица в квартал „Младост 2“ (Карта).

## По-важни трудове
- Писмата на византийския император Романа Лакапина до българския цар Симеон (1894)
- Два известни български надписа от IX век / Сборник за народни умотворения, наука и книжнина 15 (1898), 131 – 144
- (изд.) Исторія во кратцѣ о болгарскомъ народѣ славенскомъ. Сочинися и списася въ лето 1792 Спиридономъ Іеросхимонахомъ (1900)
- Българска история. Лекции (1902)
- Юрий Ив. Венелин и значението му за българите 1802 – 1902 (1902)
- Студии по българска история (1903)
- (изд.) Житїе и жизнь преподобнаго отца нашего Ѳеωдосїя иже в Тръновѣ постничьствовавшаго съписано светѣишимь патрїархωмь Кωнстантїна града кѵрь Калистωмь, Сборник на Министерството на народната просвета 20 (1904)
- Имали ли са българите свое летоброене / Списание на Българската академия на науките 1 (1911), кн. 1, 1 – 92
- Оценка за съчинението за хабилитация на д-р Ганчо Ценов. Предизвикано обнародване / Годишник на Софийския университет 7 (1911 – 2)
- Договорът на княза Иванко, син Добротичев с генуезците 1387 (1911), (съвместно с Гаврил Кацаров)
- Болгарское леточисление / Известия Отделения русскаго язка и словесности Императорской академии наук 17 (1912), кн. 2
- История на българите от появата им в Европа до основаването на българското царство на Балканския полуостров, Годишник на Софийския университет. Историко-филологически факултет, 10 – 11, 1914, с. 1 – 112
- Посланието на Цариградския патриарх Фотий до българския княз Борис в славянски превод – Български старини, V. София, 1917, 3 – 64
- Vasil Slatarski, Geschichte der Bulgaren I: Von der Gründung des bulgarischen Reiches bis zur Türkenzeit (679 – 1396) / Bulgarische Bibliothek 5, Leipzig 1918
- История на българската държава през Средните векове. Т.1 Първо българско царство. Ч.1 Епоха на хуно-българското надмощие (679 – 852), С. 1918, 3 изд. С. 1970, Ч.2 От славянизацията на държавата до падането на Първото царство (852 – 1018), С. 1927; 2 изд. С. 1971; Т. 2 България под Византийско владичество (1018 – 1187), С. 1934, С. 1972; Т.3 Второ българско царство. България при Асеновци (1187 – 1280), С. 1940, 2 изд. С. 1971 – 72
- Тъй наречените ‘грамоти’ на Пинция и неговия син Плезо / Годишник на Софийския университет 15 – 16 (1919 – 20), 1 – 58
- Нова политическа и социална история на България и Балканския полуостров (1921)
- Известието на Ибрахим-ибн-Якуба за българите от 965 г. / Списание на Българската академия на науките 22 (1921), 67 – 87
- The Making of the Bulgarian Nation //  The Slavonic Review 4 (11).   December 1925. с. 362 – 383. Посетен на 30 май 2018.
- Страници из старата културна история на българите / Сборник в чест и в памет на Луи Леже 1843 – 1923. София, 1925, 279 – 292.
- Политическата роля на Софроний Врачански през Руско-турската война 1806 – 1812 (1925)
- Образуване на българската народност / Българска историческа библиотека I (1928), № 1, 74 – 112
- Една датирана приписка на гръцки от средата на XI век / Byzantinoslavica 1 (1929), кн. 2, 22 – 34
- Един гръцки фалшификат, който се отнася към българската история / Byzantinoslavica 2 (1930), fasc. 2, 231 – 258
- Политическото положение в Северна България през XI и XII век / Известия на Българското историческо дружество, 9 (1929), 1 – 50
- Държавно-политическите идеи на цар Симеона / Летопис на Българската академия на науките XII (1928/ 1929). София, 1931, 194 – 207
- Устройство Болгарии и положение болгарскаго народа в первое время после покорения их Василием II Болгаробойцею / Seminarium Kondakovianum 4 (1931), 49 – 68
- Наместници-управители на България през царуването на Алексия I Комнин / Byzantinoslavica 4 (1932), кн. 1, 139 – 58; кн. 2, 371 – 98
- Wer war Peter Deljan? / Annales Academiae Scientiarum Fennicae ser. B 27 (1932), 354 – 63
- Георги Скилица и написаното от него житие на св. Ивана Рилски / Известия на Историческото дружество в София 13 (1933), 49 – 80
- Потеклото на Петра и Асеня, водачите на въстанието в 1185 г. / Списание на Българската академия на науките 45 (1933), 7 – 48
- Die Besiedlung der Balkanhalbinsel durch die Slaven / Revue internationale des études balkaniques 4 (1936), 358 – 75
- Избрани съчинения в 4 тома Т.1 1972, Т. 2 1984

## Награди и отличия
- Кавалер на Ордена „Свети Александър“ II степен
- Орден „Бели лъв“ (Чехословакия)